# Los Molares
Los Molares est une commune située dans la province de Séville de la communauté autonome d’Andalousie en Espagne.

## Géographie

### Localisation

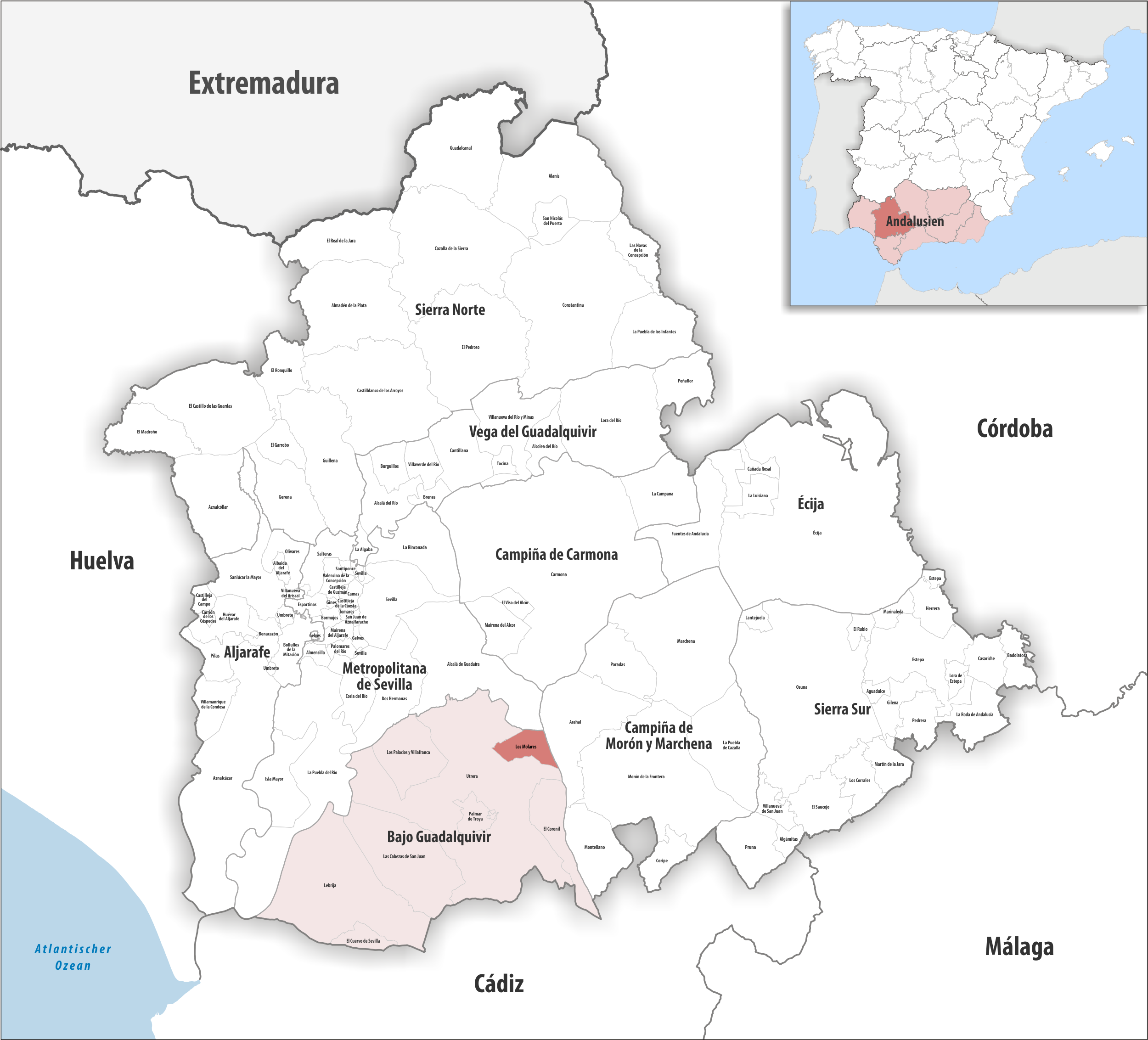
Los Molares dans la province de Séville, en Andalousie et en Espagne.

La commune de Los Molares est située dans le sud de la province de Séville et dans le nord-est de la comarque du Bas Guadalquivir.
Séville est à 40 km nord-ouest,
Madrid à 572 km nord-est,
Cadix à 109 km sud-sud-ouest, 
Gibraltar à 189 km sud-sud-est.

### Communes voisines
Toutes les communes voisines sont aussi dans la province de Séville.
Utrera est aussi dans la comarque du Bas Guadalquivir ;
Alcalá de Guadaíra est dans la comarque de la zone métropolitaine de Séville ;
Arahal est dans la comarque Campiña de Morón et Marchena.

## Histoire

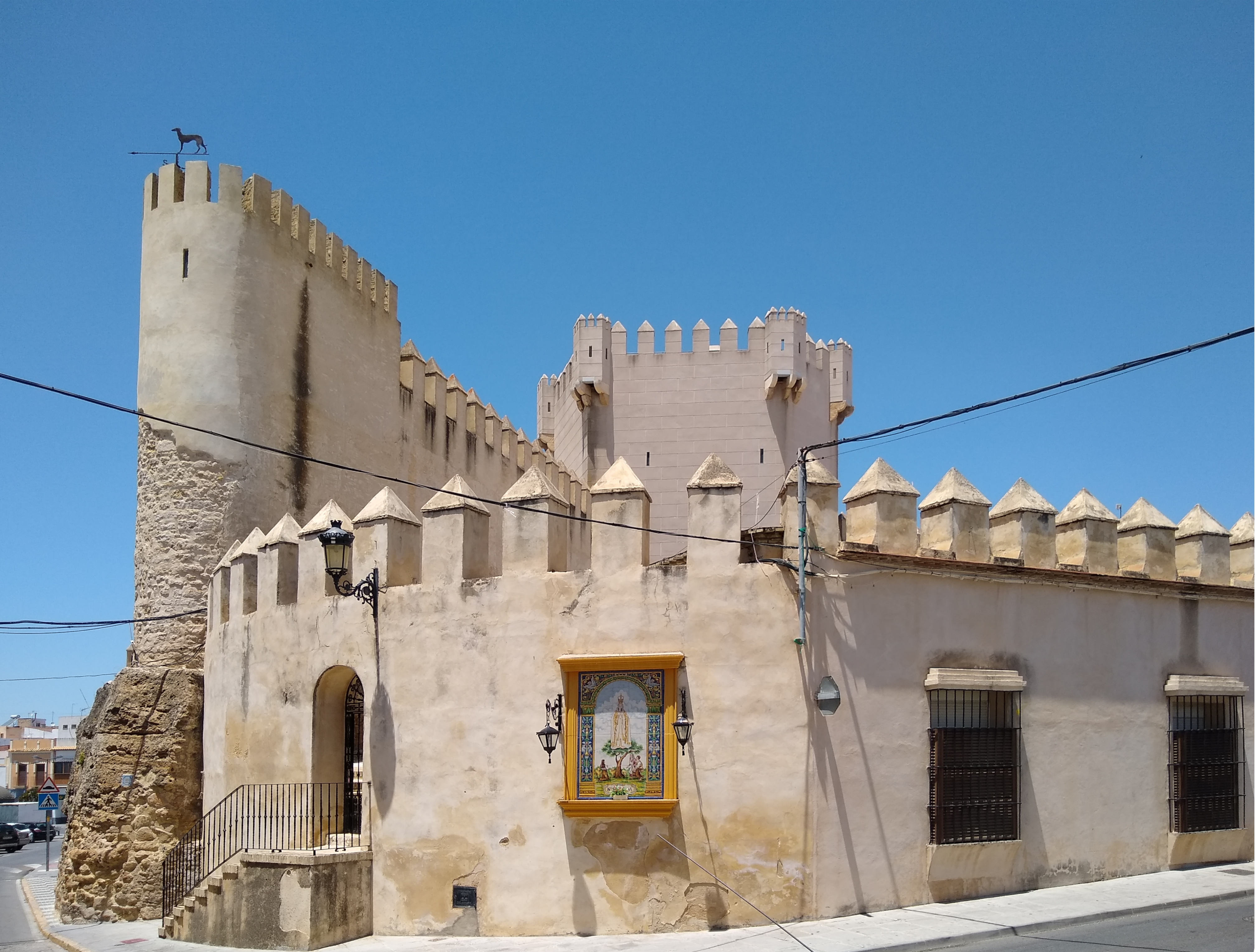
Château de Los Molares